# JK 탈린나 칼레브
JK 탈린나 칼레브(에스토니아어: JK Tallinna Kalev)는 탈린을 연고로 하는 에스토니아의 축구 클럽이다. 현재는 메이스트릴리가에 참가하고 있다.

## 역사
1911년에 창단된 축구 클럽이며 1923년과 1930년에 에스토니아 축구 선수권 대회에서 우승을 차지했던 경력이 있다. 1960년에는 에스토니아의 축구 클럽으로는 유일하게 소비에트 톱 리그에 참가하기도 했다.
2002년 4부 리그 클럽으로 다시 창단되었다. 2003년 III 리가(에스토니아의 4부 축구 리그) 시즌, 2004년 II 리가(에스토니아의 3부 축구 리그) 시즌에서 연달아 우승을 차지했고 2006년 에실리가(에스토니아의 2부 축구 리그) 시즌에서 3위를 기록하면서 메이스트릴리가로 승격되었다. 2009년 메이스트릴리가 시즌에서 10위를 기록하면서 에실리가로 강등당했지만 2011년 에실리가 시즌에서 우승을 차지하면서 메이스트릴리가로 다시 승격되었다.

## 성적
- 에스토니아 축구 선수권 대회: 우승 2회 (1923, 1930)

## 선수 명단

### 현역
- 라그나르 클라반(2023 ~ )
- 마레크 칼유메이(2020, 2022 ~ )
- 아츠 푸리에(2020 ~ )